# جون كير (سياسي أمريكي)
جون كير (بالإنجليزية: John Kerr)‏ هو سياسي أمريكي، ولد في 1782، وتوفي في 1842 في دانفيل في الولايات المتحدة. انتخب عضو مجلس نواب الولايات المتحدة عن ولاية فرجينيا وانتخب عضو مجلس النواب الأمريكي.